# Progressione del record italiano del salto con l'asta maschile

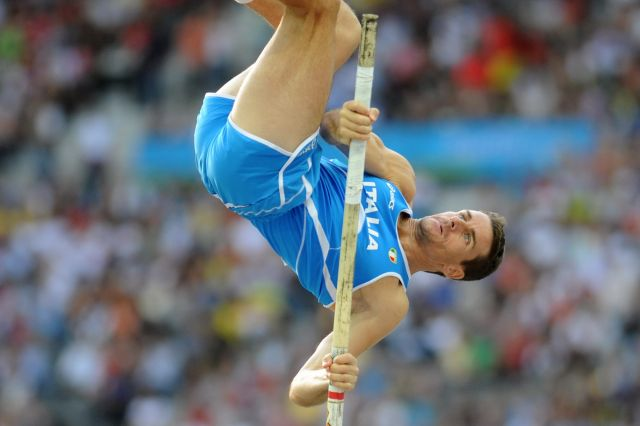
Giuseppe Gibilisco, detentore del record italiano del salto con l'asta dal 2003.

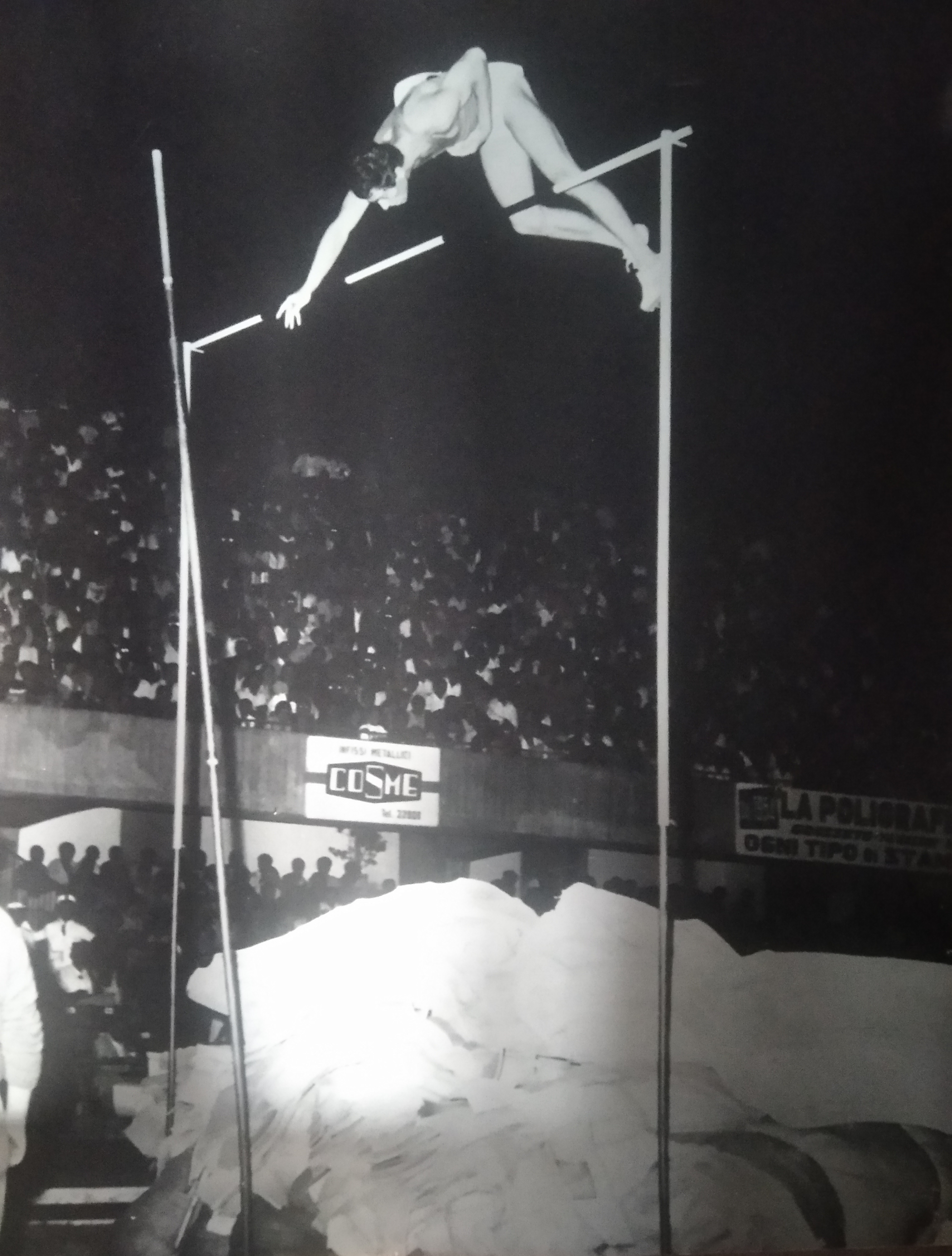
Sergio Rossetti, primatista di salto con l'asta nel 1963 e 1965 e campione italiano di decathlon nel 1966 e dal 1968 al 1971

La voce seguente illustra la progressione del record italiano del salto con l'asta maschile di atletica leggera.
Il primo record italiano femminile in questa disciplina venne ratificato l'8 settembre 1875 con la tecnica dell'arrampicata con pedana, mentre risale al 16 febbraio 1890 il primo record ottenuto con la tecnica dell'arrampicata senza pedana. La tecnica dell'arrampicata fu progressivamente abbandonata all'inizio del XVIII secolo in favore dello stile cosiddetto "pendolare", ancora in uso oggi. Il primo record italiano con questo stile fu ratificato il 4 ottobre 1908.
Per i primi anni le gari di disputarono con una funicella sorretta da due ritti, che fu sostituita dall'asticella a partire dagli anni 1910.

## Progressione

### Con la tecnica dell'arrampicata

#### Con pedana
| Misura | Atleta                 | Società                                      | Luogo   | Data               | Note |
| ------ | ---------------------- | -------------------------------------------- | ------- | ------------------ | ---- |
| 2,30 m | Giuseppe Vigolo        |                                              | Treviso | 5/8 settembre 1875 | f    |
| 2,30 m | Francesco Gasparinetti |                                              | Treviso | 5/8 settembre 1875 | f    |
| 3,00 m | Giovanni Frascaroli    | Società Ginnastica Panaro Modena             | Milano  | 30/31 agosto 1880  | f    |
| 3,30 m | Sisto Tassinari        | Virtus Bologna Sportiva                      | Bologna | 31 maggio 1885     | f    |
| 3,34 m | Carlo Marchiandi       | Palestra Ferrara                             | Bologna | 8 maggio 1891      | i f  |
| 3,35 m | Carlo Marchiandi       | Palestra Ferrara                             | Ferrara | 8 luglio 1893      | i f  |
| 3,40 m | Carlo Marchiandi       | Palestra Ferrara                             | Napoli  | 28 agosto 1894     | f    |
| 3,40 m | Carlo Marchiandi       | Palestra Ferrara                             | Ferrara | 7 agosto 1898      | f    |
| 3,40 m | Carlo Marchiandi       | Palestra Ferrara                             | Torino  | 14 agosto 1898     | f    |
| 3,50 m | Carlo Marchiandi       | Palestra Ferrara                             | Ferrara | 4 settembre 1898   | f    |
| 3,50 m | Luigi Brambilla        | Società Ginnastica Milanese Forza e Coraggio | Milano  | 3 aprile 1905      | f    |

#### Senza pedana
| Misura | Atleta          | Società                                      | Luogo              | Data             | Note |
| ------ | --------------- | -------------------------------------------- | ------------------ | ---------------- | ---- |
| 3,00 m | Carlo Brusa     |                                              | Milano             | 16 febbraio 1890 | f    |
| 3,00 m | Domenico Cotti  | Virtus Bologna Sportiva                      | Roma               | 2 aprile 1906    | f    |
| 3,00 m | Luigi Brambilla | Società Ginnastica Milanese Forza e Coraggio | Sesto San Giovanni | aprile 1906      | f    |
| 3,17 m | Carlo Righetti  | Fortitudo Bologna                            | Parigi             | 15 aprile 1906   | f    |
| 3,30 m | Carlo Righetti  | Fortitudo Bologna                            | Bologna            | 8 luglio 1906    | f    |
| 3,30 m | Carlo Righetti  | Fortitudo Bologna                            | Milano             | 21 luglio 1907   | f    |
| 3,30 m | Carlo Righetti  | Fortitudo Bologna                            | Milano             | 16 agosto 1907   | f    |
| 3,30 m | Carlo Righetti  | Fortitudo Bologna                            | Bologna            | 5 agosto 1908    | f    |
| 3,50 m | Ezio Massa      | Società Ginnastica Panaro Modena             | Verona             | 28 marzo 1909    | f    |

### Con lo stile "pendolare"

Renato Dionisi, detentore del record italiano dal 1964 al 1965 e dal 1966 al 1984.

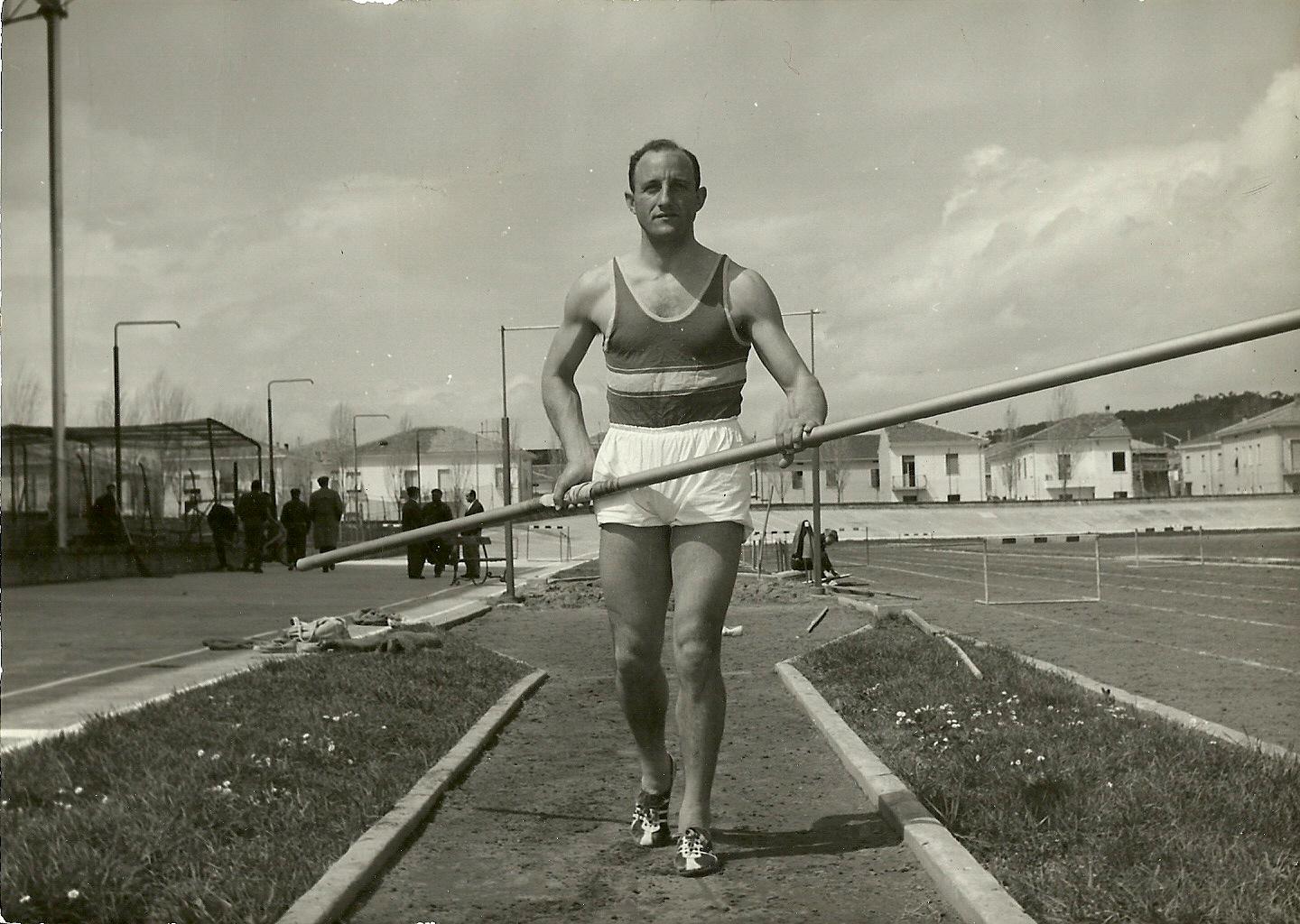
Giulio Chiesa, detentore del record italiano dal 1951 al 1954 e dal 1955 al 1962.

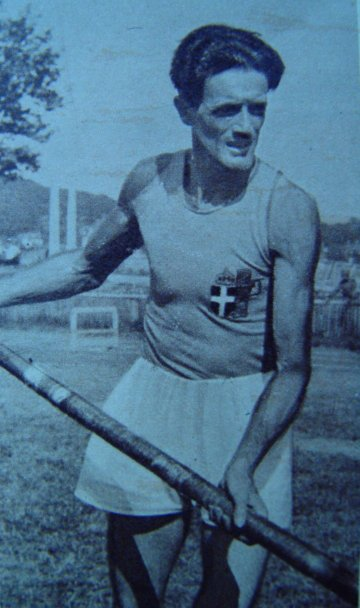
Danilo Innocenti, detentore del record italiano nel 1927, 1932 e dal 1933 al 1938.

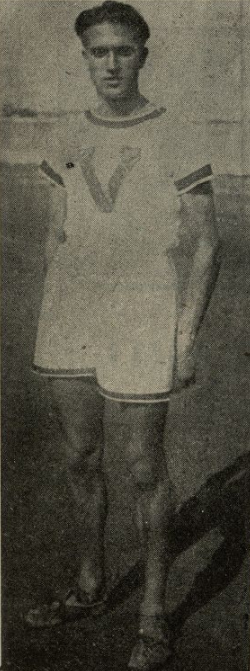
Adolfo Contoli, detentore del record italiano nel dl 1927 al 1932.

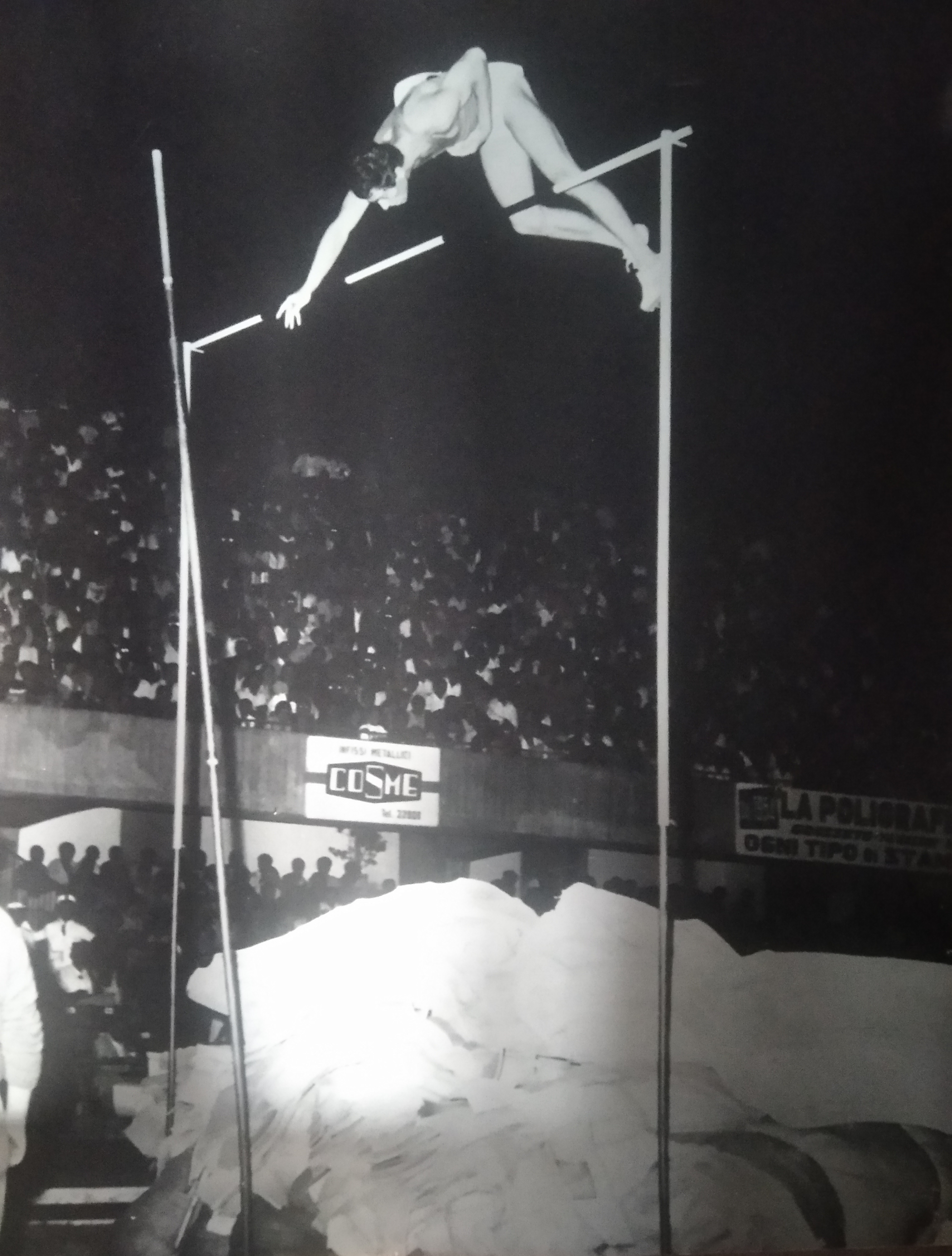
Sergio Rossetti, primatista di salto con l'asta nel 1963 e 1965 e campione italiano di decathlon nel 1966 e dal 1968 al 1971

| Misura  | Atleta             | Società                                      | Luogo            | Data              | Note |
| ------- | ------------------ | -------------------------------------------- | ---------------- | ----------------- | ---- |
| 3,10 m  | Francesco Ventura  | Società Ginnastica Milanese Forza e Coraggio | Bovisio Mombello | 4 ottobre 1908    | f    |
| 3,20 m  | Francesco Ventura  | Società Ginnastica Milanese Forza e Coraggio | Voghera          | 20/21 maggio 1909 | f    |
| 3,21 m  | Francesco Ventura  | Società Ginnastica Milanese Forza e Coraggio | Milano           | 21 settembre 1913 |      |
| 3,245 m | Giacomo Erba       | Società Ginnastica Milanese Forza e Coraggio | Milano           | 27 settembre 1914 |      |
| 3,30 m  | Giacomo Erba       | Società Ginnastica Milanese Forza e Coraggio | Milano           | 25 ottobre 1914   |      |
| 3,455 m | Giacinto Lambiasi  | Football Club Internazionale Milano          | Milano           | 26 giugno 1921    |      |
| 3,47 m  | Giacinto Lambiasi  | Football Club Internazionale Milano          | Valenza          | 21 agosto 1921    |      |
| 3,505 m | Giacinto Lambiasi  | Pro Lissone Ginnastica                       | Milano           | 24 settembre 1922 |      |
| 3,55 m  | Giacinto Lambiasi  | Pro Lissone Ginnastica                       | Milano           | 31 maggio 1923    |      |
| 3,57 m  | Giacinto Lambiasi  | Pro Lissone Ginnastica                       | Bologna          | 24 giugno 1923    |      |
| 3,59 m  | Giacinto Lambiasi  | Pro Lissone Ginnastica                       | Napoli           | 13 giugno 1926    |      |
| 3,61 m  | Adolfo Contoli     | Virtus Bologna Sportiva                      | Milano           | 31 luglio 1927    |      |
| 3,63 m  | Danilo Innocenti   | Gruppo Sportivo Cattolico Sesto Fiorentino   | Bologna          | 18 settembre 1927 |      |
| 3,65 m  | Adolfo Contoli     | Virtus Bologna Sportiva                      | Bari             | 16 ottobre 1927   |      |
| 3,71 m  | Adolfo Contoli     | Virtus Bologna Sportiva                      | Roma             | 1º aprile 1928    |      |
| 3,797 m | Danilo Innocenti   | ASSI Giglio Rosso                            | Udine            | 24 luglio 1932    |      |
| 3,80 m  | Amelio Mazzocchi   | Virtus Bologna Sportiva                      | Ferrara          | 31 luglio 1932    |      |
| 3,82 m  | Danilo Innocenti   | ASSI Giglio Rosso                            | Modena           | 21 maggio 1933    |      |
| 3,83 m  | Danilo Innocenti   | ASSI Giglio Rosso                            | Londra           | 8 luglio 1933     |      |
| 3,92 m  | Danilo Innocenti   | ASSI Giglio Rosso                            | Losanna          | 17 giugno 1934    |      |
| 3,95 m  | Danilo Innocenti   | ASSI Giglio Rosso                            | Milano           | 29 luglio 1934    |      |
| 3,95 m  | Danilo Innocenti   | ASSI Giglio Rosso                            | Perugia          | 14 novembre 1935  |      |
| 3,96 m  | Danilo Innocenti   | ASSI Giglio Rosso                            | Firenze          | 14 luglio 1936    |      |
| 4,00 m  | Danilo Innocenti   | ASSI Giglio Rosso                            | Berlino          | 5 agosto 1936     |      |
| 4,01 m  | Danilo Innocenti   | ASSI Giglio Rosso                            | Roma             | 25 ottobre 1936   |      |
| 4,03 m  | Mario Romeo        | Gruppo Sportivo Baracca                      | Bologna          | 24 luglio 1938    |      |
| 4,05 m  | Mario Romeo        | Gruppo Sportivo Baracca                      | Parma            | 4 giugno 1939     |      |
| 4,07 m  | Mario Romeo        | Gruppo Sportivo Baracca                      | Venezia          | 18 giugno 1939    |      |
| 4,10 m  | Mario Romeo        | Gruppo Sportivo Baracca                      | Torino           | 1º luglio 1939    |      |
| 4,15 m  | Mario Romeo        | Gruppo Sportivo Baracca                      | Helsinki         | 2 agosto 1939     |      |
| 4,17 m  | Mario Romeo        | Gruppo Sportivo Baracca                      | Zurigo           | 23 agosto 1942    |      |
| 4,20 m  | Giulio Chiesa      | Gruppo Sportivo Fiamme Gialle                | Roma             | 23 settembre 1951 |      |
| 4,20 m  | Edmondo Ballotta   | Diana Piacenza                               | Parigi           | 30 maggio 1954    |      |
| 4,21 m  | Edmondo Ballotta   | Diana Piacenza                               | Milano           | 1º agosto 1954    |      |
| 4,26 m  | Edmondo Ballotta   | Diana Piacenza                               | Firenze          | 3 ottobre 1954    |      |
| 4,28 m  | Giulio Chiesa      | Gruppo Sportivo Fiamme Gialle                | Thonon-les-Bains | 29 maggio 1955    |      |
| 4,30 m  | Giulio Chiesa      | Gruppo Sportivo Fiamme Gialle                | Roma             | 4 giugno 1955     |      |
| 4,31 m  | Giulio Chiesa      | Gruppo Sportivo Fiamme Gialle                | Budapest         | 20 agosto 1956    |      |
| 4,35 m  | Giulio Chiesa      | Gruppo Sportivo Fiamme Gialle                | Roma             | 7 ottobre 1956    |      |
| 4,35 m  | Edmondo Ballotta   | Diana Piacenza                               | Piacenza         | 21 ottobre 1956   |      |
| 4,38 m  | Pietro Scaglia     | Fiat Torino                                  | Cuneo            | 29 luglio 1962    |      |
| 4,40 m  | Pietro Scaglia     | Fiat Torino                                  | Göteborg         | 20 agosto 1962    |      |
| 4,41 m  | Sergio Rossetti    | CRDA Monfalcone                              | Gorizia          | 1º maggio 1963    |      |
| 4,45 m  | Franco Sar         | Lilion Snia Varedo                           | Kornwestheim     | 31 maggio 1964    |      |
| 4,50 m  | Renato Dionisi     | Società Sportiva Benacense                   | Annecy           | 18 luglio 1964    |      |
| 4,55 m  | Renato Dionisi     | Società Sportiva Benacense                   | Olsztyn          | 9 agosto 1964     |      |
| 4,60 m  | Renato Dionisi     | Società Sportiva Benacense                   | Olsztyn          | 9 agosto 1964     |      |
| 4,70 m  | Renato Dionisi     | Società Sportiva Benacense                   | Olsztyn          | 9 agosto 1964     |      |
| 4,75 m  | Sergio Rossetti    | Società Ginnastica Triestina                 | Milano           | 4 giugno 1965     |      |
| 4,91 m  | Renato Dionisi     | Fiat Torino                                  | Torino           | 2 giugno 1966     |      |
| 4,94 m  | Renato Dionisi     | Fiat Torino                                  | Torino           | 4 giugno 1966     |      |
| 4,95 m  | Renato Dionisi     | Fiat Torino                                  | Kongsvinger      | 5 agosto 1967     |      |
| 5,00 m  | Renato Dionisi     | Centro Sportivo Carabinieri                  | Bologna          | 10 febbraio 1968  | i    |
| 5,00 m  | Renato Dionisi     | Centro Sportivo Carabinieri                  | Madrid           | 10 marzo 1968     | i    |
| 5,01 m  | Renato Dionisi     | Centro Sportivo Carabinieri                  | Torino           | 2 giugno 1968     |      |
| 5,03 m  | Renato Dionisi     | Centro Sportivo Carabinieri                  | Reggio Emilia    | 9 giugno 1968     |      |
| 5,10 m  | Renato Dionisi     | Centro Sportivo Carabinieri                  | Roma             | 15 giugno 1968    |      |
| 5,12 m  | Renato Dionisi     | Centro Sportivo Carabinieri                  | Zurigo           | 2 luglio 1968     |      |
| 5,15 m  | Renato Dionisi     | Centro Sportivo Carabinieri                  | Riva del Garda   | 11 agosto 1968    |      |
| 5,20 m  | Renato Dionisi     | Fiat Torino                                  | Vienna           | 23 marzo 1969     | i    |
| 5,20 m  | Renato Dionisi     | Fiat Torino                                  | Formia           | 11 maggio 1969    |      |
| 5,30 m  | Renato Dionisi     | Fiat Torino                                  | Roma             | 17 maggio 1969    |      |
| 5,30 m  | Renato Dionisi     | Fiat Torino                                  | Stoccarda        | 22 luglio 1969    |      |
| 5,35 m  | Renato Dionisi     | Fiat Torino                                  | Roma             | 15 luglio 1970    |      |
| 5,35 m  | Renato Dionisi     | Fiat Torino                                  | Genova           | 3 marzo 1971      | i    |
| 5,40 m  | Renato Dionisi     | Fiat Torino                                  | Formia           | 11 maggio 1972    |      |
| 5,45 m  | Renato Dionisi     | Fiat Torino                                  | Rovereto         | 25 giugno 1972    |      |
| 5,49 m  | Mauro Barella      | Gruppo Sportivo Fiamme Oro                   | Formia           | 6 luglio 1984     |      |
| 5,50 m  | Mauro Barella      | Gruppo Sportivo Fiamme Oro                   | Roma             | 11 luglio 1984    |      |
| 5,52 m  | Viktor Drechsel    | Pro Patria Freedent Milano                   | Formia           | 16 giugno 1985    |      |
| 5,55 m  | Gianni Stecchi     | ASSI Banca Toscana                           | Roma             | 22 luglio 1987    |      |
| 5,60 m  | Gianni Stecchi     | ASSI Banca Toscana                           | Roma             | 30 luglio 1987    |      |
| 5,61 m  | Marco Andreini     | Gruppo Sportivo Fiamme Gialle                | Cesenatico       | 1º agosto 1990    |      |
| 5,65 m  | Marco Andreini     | Gruppo Sportivo Fiamme Gialle                | Oristano         | 22 settembre 1990 |      |
| 5,68 m  | Marco Andreini     | Gruppo Sportivo Fiamme Gialle                | Siderno          | 23 settembre 1990 |      |
| 5,70 m  | Gianni Iapichino   | Gruppo Sportivo Fiamme Oro                   | Sestriere        | 31 luglio 1994    |      |
| 5,70 m  | Gianni Iapichino   | Gruppo Sportivo Fiamme Oro                   | Helsinki         | 11 agosto 1994    |      |
| 5,70 m  | Fabio Pizzolato    | Gruppo Sportivo Fiamme Azzurre               | Milano           | 6 luglio 1997     |      |
| 5,75 m  | Fabio Pizzolato    | Gruppo Sportivo Fiamme Azzurre               | Milano           | 6 luglio 1997     |      |
| 5,77 m  | Giuseppe Gibilisco | Gruppo Sportivo Fiamme Gialle                | Roma             | 11 luglio 2003    |      |
| 5,82 m  | Giuseppe Gibilisco | Gruppo Sportivo Fiamme Gialle                | Roma             | 11 luglio 2003    |      |
| 5,85 m  | Giuseppe Gibilisco | Gruppo Sportivo Fiamme Gialle                | Saint-Denis      | 28 agosto 2003    |      |
| 5,90 m  | Giuseppe Gibilisco | Gruppo Sportivo Fiamme Gialle                | Saint-Denis      | 28 agosto 2003    |      |